# Anicêtô Anrê Vương Sung Nhất
Anicêtô Anrê Vương Sung Nhất (tiếng Trung: 王充一, Anicetus Andrew Wang Chong-yi; 1919 – 2017) là một giám mục người Trung Quốc của Giáo hội Công giáo Rôma. Ông từng đảm nhận chức vụ Tổng giám mục chính tòa Tổng giáo phận Quý Dương từ năm 1988 đến năm 2014. Đối với chính quyền Trung Quốc, ông là Giám mục chính tòa Giáo phận Quý Châu. Ông cũng từng giữ cương vị Ủy viên Hội nghị Hiệp thương Chính trị Nhân dân tỉnh Quý Châu từ khóa VI đến khóa IX.

## Cuộc đời và đạo nghiệp
Tổng giám mục Vương Sung Nhất sinh ngày 26 tháng 10 năm 1919, người huyện Trấn Ninh, tỉnh Quý Châu (Trung Quốc). Sau quá trình tu tập khá dài, ông được phong chức linh mục ngày 24 tháng 10 năm 1949, khi đã 30 tuổi.
Trong thời kỳ Cách mạng Văn hóa, ông bị đưa về vùng nông thôn làm lao động cải tạo trong 9 năm. Năm 1979, ông được tự do, trở về hoạt động mục vụ. Năm 1987, ông được Hội Công giáo Yêu nước Trung Quốc bầu làm Tổng giám mục Quý Dương. Ngày 29 tháng 11 năm 1988, Tòa Thánh chấp thuận bổ nhiệm ông làm Tổng giám mục chính tòa Tổng giáo phận Quý Dương. Lễ tấn phong giám mục của ông nhanh chóng được tổ chức sau đó vào ngày 4 tháng 12 năm 1988 tại Bắc Kinh.
Năm 1999, chính quyền Trung Quốc thành lập Giáo phận Quý Châu, với địa phận bao trùm tỉnh Quý Châu, tương ứng với chủ yếu là giáo tỉnh Quý Dương (gồm cả Tổng giáo phận Quý Dương, giáo phận Nam Long và hạt Phủ doãn Tông Tòa Thạch Thiên). Từ đó ông cùng lúc giữ 2 vai trò: Tổng giám mục Quý Dương đối với Tòa Thánh và Giám mục Quý Châu đối với chính quyền Trung Quốc.
Ông tham gia hoạt động trong Hội Công giáo Yêu nước Trung Quốc từ năm 1988 đến 2014. Ngoài ra, ông cũng được bầu là Ủy viên Hội nghị Hiệp thương Chính trị Nhân dân tỉnh Quý Châu từ khóa VI đến khóa IX.
Do sức khỏe yếu, vào ngày 8 tháng 9 năm 2007, ông đã tấn phong linh mục Phaolô Tiêu Trạch Giang làm Tổng giám mục phó Tổng giáo phận Quý Dương. Ông từ nhiệm ngày 8 tháng 9 năm 2014, trao lại Giáo phận cho người kế nhiệm là Tổng giám mục phó Phaolô Tiêu.
Ông qua đời ngày 20 tháng 4 năm 2017 tại quê nhà, thọ 98 tuổi.